# Bolax sculpticollis
Bolax sculpticollis är en skalbaggsart som beskrevs av Frey 1976. Bolax sculpticollis ingår i släktet Bolax och familjen Rutelidae. Inga underarter finns listade.